# Loftstovan
Loftstovan czyli po polsku Pokój na Poddaszu mieści się w domu Kirkjubøargarður, mieszczącym się w wiosce Kirkjubøur na Wyspach Owczych.

## Historia
Pokój został dobudowany około 100 lat po pierwszym pomieszczeniu, Roykstovan, czyli około XII wieku, najprawdopodobniej, jak większość ówcześnie wznoszonych budynków, z drewna, które dotarło do brzegów Wysp z Norwegii, Syberii czy Ameryki Północnej, mogą to być też szczątki jakiegoś, zniszczonego statku. Odkąd został wzniesiony, pokój służył duchowieństwu, najpierw jako oddzielna placówka, a potem połączona z Katedrą Magnusa. Poddasze to istniało zapewne, kiedy Sverre Sigurdsson, przyszły król norweski, uczył się wśród duchownych zamieszkujących wtedy owo domostwo. W roku 1298 w Loftstovan został napisany List Owczy, najstarszy dokument języka farerskiego, normujący zasady chowu owiec. Postanowienia zostały spisane przez biskupa Erlenda, późniejszego twórcę Katedry św. Magnusa i część z nich obowiązuje do dziś. Całą okolica straciła bardzo na znaczeniu, kiedy nastała reformacja na Wyspach i wszystkie tereny należące do kościoła katolickiego zostały wciągnięte pod bezpośrednie władanie króla Danii. Niewiele później, Kirkjubøargarður, został oddany rodzinie Patursson, która po wielu latach urządziła w Loftstovan biblioteczkę.